# Lynch vs. Donnelly

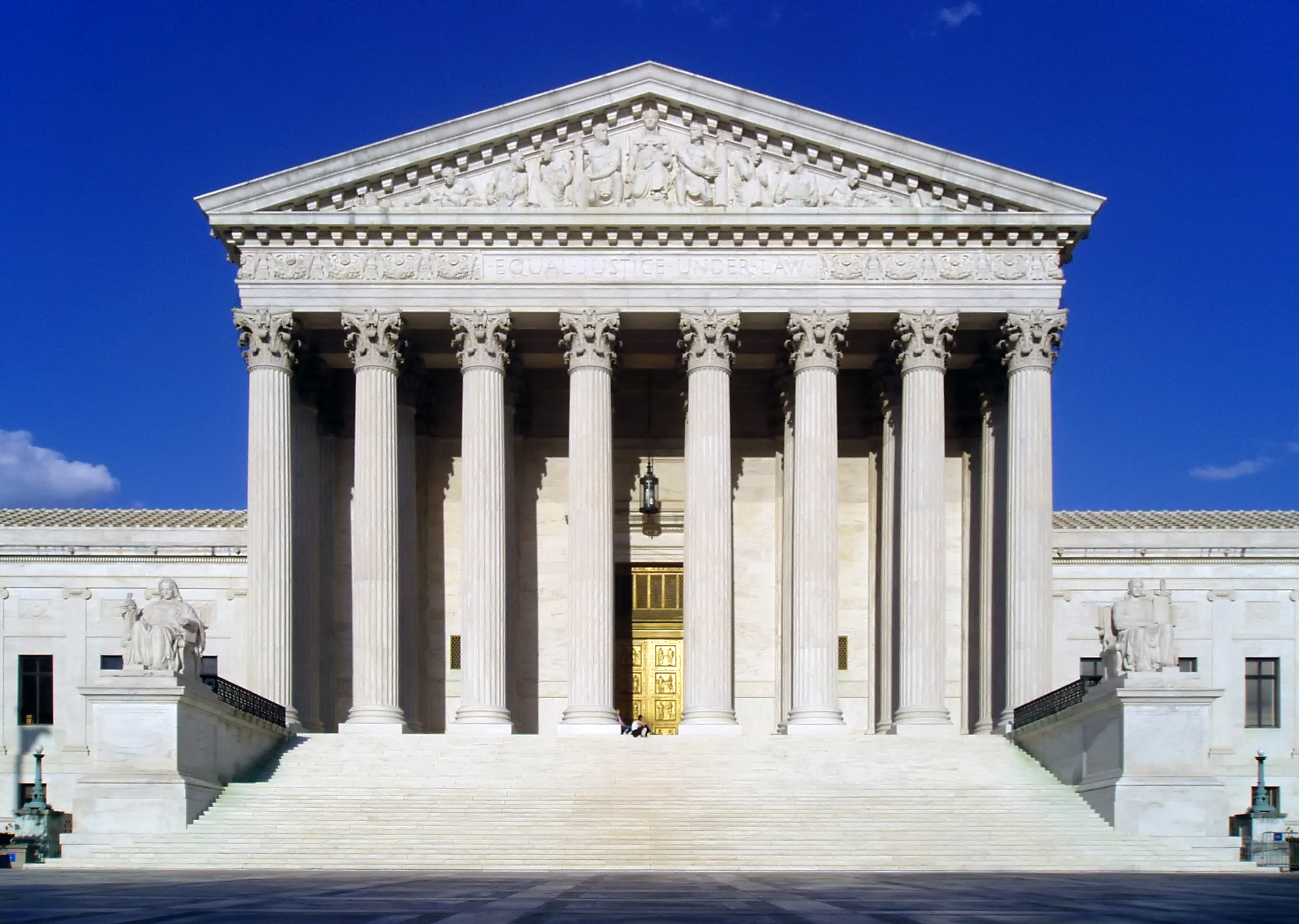
Budova Nejvyššího soudu USA

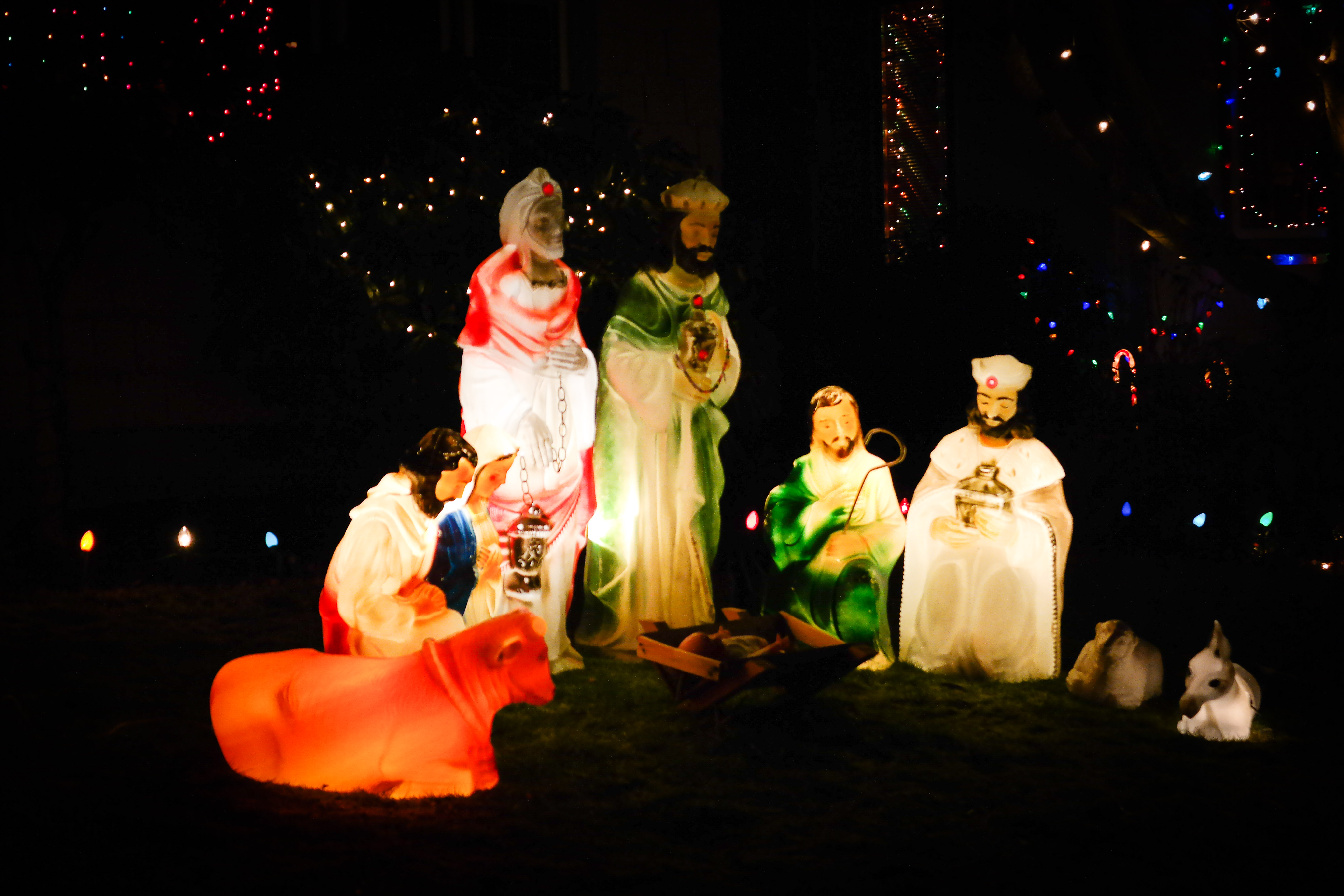
Betlém jakožto vánoční dekorace na veřejném místě

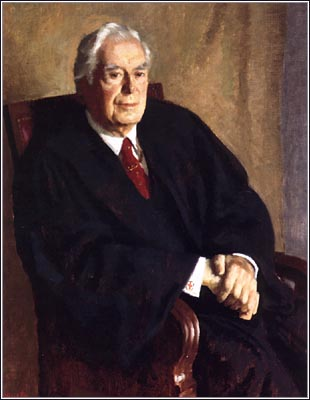
Oficiální portrét soudce Warrena E. Burgera

Lynch vs. Donelly, 465 U.S. 668 (1984) byl případ řešený Nejvyšším soudem USA z roku 1984, týkající se toho, zda mohou města na veřejná místa instalovat vánoční výzdobu. Všichni žalující, včetně toho hlavního (Daniela Donellyho) byli členové rhodeislandské pobočky organizace American Civil Liberties Union (ACLU), zatímco žalovaný Dennis Lynch byl starostou města Pawtucket.

## Okolnosti případu
Město Pawtucket ve státě Rhode Island jako každoročně instalovalo na veřejné místo v obchodní čtvrti vánoční výzdobu, sestávající z domu Santy Clause, vánočního stromku, betlému a banneru s nápisem "Season's Greetings", přičemž betlém se jakožto dekorace ve městě instaloval minimálně od roku 1943. Místní skupina ACLU město zažalovala u soudu, přičemž tvrdila, že instalace dekorace s náboženským podtextem (betlém) porušuje práva zaručená garantovaná prvním dodatkem Ústavy USA (který zakazuje vládě zřizovat státní náboženství nebo zasahovat do náboženských svobod). Soud rozhodl ve prospěch žalujících a nařídil, aby byl betlém z veřejného prostranství odstraněn. Město se poté odvolalo k odvolacímu soudu, i ten ovšem rozhodl ve prospěch žalujících. Město se proto poté dovolalo k Nejvyššímu soudu.

## Rozhodnutí soudu
Rozhodnutí Nejvyššího soudu v případě Lynch vs. Donelly bylo velmi těsné. Soud rozhodl ve prospěch města, pro toto rozhodnutí byli pět soudců, proti byli čtyři. Rozsudek sepsal soudce Warren E. Burger, který uvedl, že instalace vánoční výzdoby včetně betlému nesloužila k účelu propagovat konkrétní náboženství a měla legitimní sekulární účely, protože Vánoce jsou dlouhodobě součástí širší kultury. Soud přirovnal instalaci betléma k vystavování náboženských obrazů ve vládou financovaných muzeích. Soud také provedl tzv. Lemonův test (vycházející z případu Nejvyššího soudu USA Lemon vs. Kurtzman z roku 1971), podle kterého se posuzuje, zda nedochází k porušování principu oddělení náboženství od státu, a došel k závěru, že v tomto případě k porušení nedošlo. Čtyři soudci, kteří hlasovali proti městu ovšem byli názoru, že zde došlo k porušení principu oddělení náboženství od státu a dodali, že město mohlo instalovat vánoční výzdobu aniž by k tomu použilo vysloveně náboženské symboly.